# WRC 3
WRC 3 (anteriormente designado de Campeonato Mundial de Rali de Automóveis de Produção, abreviado em inglês como PWRC) da FIA, é um campeonato de rali paralelo ao Campeonato Mundial de Rali, disputado nas mesmas provas, limitado a equipas profissionais competindo em carros de 4 rodas motrizes da categoria Group Rally3 (a partir de 2022).

## História
Após o fim da era do Grupo B, o Campeonato Mundial de Rally de 1987 foi disputado por carros do Grupo A. No entanto, a FIA estabeleceu um troféu para os carros do Grupo N, denominado Taça FIA para Pilotos de Rally de Produção, disputados nas mesmas rodadas do campeonato principal. A prova passou a campeonato mundial em 2002 (PWRC).
Com a introdução do Grupo R, o PWRC foi cancelado no final de 2012 e foi substituído pelo Campeonato Mundial de Rally-3 (WRC 3) aberto a carros de 2 rodas motrizes (2WD)  homologados nas classes R1, R2 e R3. Os restantes carros de 4 rodas motrizes (4WD) do Grupo N foram transferidos para o novo World Rally Championship-2  WRC 2 ao lado dos carros S2000, RRC, R4 e R5. 
Em 2018 o WRC 3 foi cancelado, quando todos os campeonatos do WRC passaram a ser disputados por carros de tração às quatro rodas, com exceção do Junior WRC.
A temporada de 2019 assistiu à realização de duas categorias de apoio ao Campeonato do Mundo de Ralis: World Rally Championship-2 Pro para equipas profissionais e fabricantes, e World Rally Championship-2 para privados. No entanto, esta estrutura de várias classes foi considerada muito confusa, com pilotos clientes no WRC-2 Pro, enquanto as equipas dos fabricantes estavam oficiosamente apoiando as equipes do WRC-2. As categorias foram renomeadas novamente e o nome do World Rally Championship-3 foi reativado em 2020. Equipas profissionais agora disputariam o World Rally Championship-2 e os privados iriam disputar o World Rally Championship-3. Regras mais estritas sobre a elegibilidade de entrada foram introduzidas em 2021, esclarecendo a linha entre o profissional e o privado.
Em março de 2021, a FIA anunciou que a partir da temporada de 2022, o WRC-3 seria um campeonato baseado em carros do Grupo Rally3 com títulos nas categorias Open e Junior.
Em 2022 a categoria FIA WRC3 Junior consistia no Junior WRC, uma competição no formato de chave-na-mão organizada pela M-Sport. As equipas nascidas a partir de 1 de Janeiro de 1993 inscreveram-se no campeonato e disputaram até 5 ralis definidos pela M-Sport utilizando os automóveis Ford Fiesta Rally3 fornecidos. Esta categoria foi substituída pelo restaurado FIA Junior WRC em 2023.
Em 2023, as inscrições no WRC3 poderam ser feitas em nome do piloto ou concorrente. Para além da utilização de carros Rally3, não existem restrições quanto à elegibilidade de entrada. As equipas podem competir em qualquer rali do calendário do WRC, mas devem nomear previamente qualquer rali que conte para o seu campeonato WRC3 até um máximo de 5 rondas, sendo que os 4 melhores resultados contribuem para a contagem de pontos do campeonato.

## Campeões

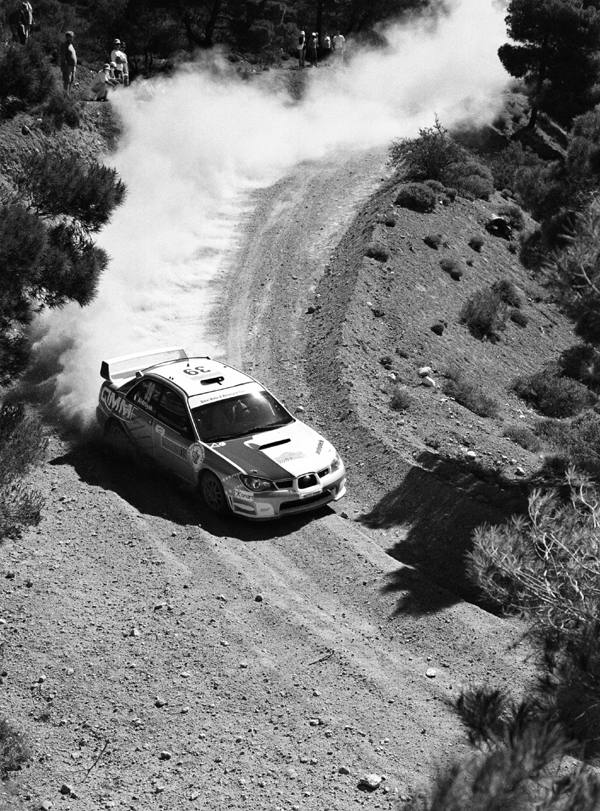
Nasser Al-Attiyah dirigindo o Subaru Impreza WRX STI no Rali da Acrópole em 2006.

| Ano                  | Piloto               | Carro                                             |
| WRC 3 (Novo)         | WRC 3 (Novo)         | WRC 3 (Novo)                                      |
| -------------------- | -------------------- | ------------------------------------------------- |
| 2024                 | Roope Korhonen       | Ford Fiesta Rally3                                |
| 2023                 | Lauri Joona          | Ford Fiesta Rally3                                |
| 2021                 | Yohan Rossel         | Citroën C3 Rally2                                 |
| 2020                 | Jari Huttunen        | Hyundai i20 R5                                    |
| 2019                 | Categoria cancelada  | Categoria cancelada                               |
| WRC 3 (2013-2018)    |                      |                                                   |
| 2018                 | Enrico Brazzoli      | Peugeot 208 R2                                    |
| 2017                 | Nil Solans           | Ford Fiesta R2T                                   |
| 2016                 | Simone Tempestini    | Citroën DS3 R3T                                   |
| 2015                 | Quentin Gilbert      | Citroën DS3 R3T                                   |
| 2014                 | Stéphane Lefebvre    | Citroën DS3 R3T                                   |
| 2013                 | Sébastien Chardonnet | Citroën DS3 R3T                                   |
| PWRC                 |                      |                                                   |
| 2012                 | Benito Guerra        | Mitsubishi Lancer Evolution X                     |
| 2011                 | Hayden Paddon        | Subaru Impreza WRX STI                            |
| 2010                 | Armindo Araújo       | Mitsubishi Lancer Evolution X                     |
| 2009                 | Armindo Araújo       | Mitsubishi Lancer Evolution IX                    |
| 2008                 | Andreas Aigner       | Mitsubishi Lancer Evolution IX                    |
| 2007                 | Toshi Arai           | Subaru Impreza WRX STI                            |
| 2006                 | Nasser Al-Attiyah    | Subaru Impreza WRX STI                            |
| 2005                 | Toshi Arai           | Subaru Impreza WRX STI                            |
| 2004                 | Niall McShea         | Subaru Impreza WRX STI                            |
| 2003                 | Martin Rowe          | Subaru Impreza WRX STI                            |
| 2002                 | Karamjit Singh       | Proton Pert                                       |
| Taça FIA de Produção |                      |                                                   |
| 2001                 | Gabriel Pozzo        | Mitsubishi Lancer Evolution 6                     |
| 2000                 | Manfred Stohl        | Mitsubishi Lancer Evolution 6                     |
| 1999                 | Gustavo Trelles      | Mitsubishi Lancer Evo 6 / Mitsubishi Lancer Evo 5 |
| 1998                 | Gustavo Trelles      | Mitsubishi Lancer Evo 4 / Mitsubishi Lancer Evo 5 |
| 1997                 | Gustavo Trelles      | Mitsubishi Lancer Evo 3                           |
| 1996                 | Gustavo Trelles      | Mitsubishi Lancer Evo 3                           |
| 1995                 | Rui Madeira          | Mitsubishi Lancer Evo 2                           |
| 1994                 | Jesús Puras          | Ford Escort RS Cosworth                           |
| 1993                 | Alex Fassina         | Mazda 323 GTR                                     |
| 1992                 | Grégoire De Mévius   | Nissan Sunny GTI-R                                |
| 1991                 | Grégoire De Mévius   | Mazda 323 GTX                                     |
| 1990                 | Alain Oreille        | Renault 5 GT Turbo                                |
| 1989                 | Alain Oreille        | Renault 5 GT Turbo                                |
| 1988                 | Pascal Gaban         | Mazda 323 4WD                                     |
| 1987                 | Alex Fiorio          | Lancia Delta HF Integrale                         |